# Palaquium supfianum
Palaquium supfianum là một loài thực vật có hoa trong họ Hồng xiêm. Loài này được Schltr. mô tả khoa học đầu tiên năm 1905.